# Bahnstrecke Tröglitz–Zeitz
| Strecke                                                   |        | von Altenburg                         | von Altenburg                         |
| Abzweig geradeaus und von rechts                          |        | Werkbahn von Tröglitz Werkbf          | Werkbahn von Tröglitz Werkbf          |
| Dienststation / Betriebs- oder Güterbahnhof               | −0,124 | Tröglitz (Reiseverkehr bis 2002)      | 159 m                                 |
| Kilometer-Wechsel                                         | 0,068  | Streckenanfang                        | Streckenanfang                        |
| Strecke mit Straßenbrücke                                 | 0,210  | K 2213                                | K 2213                                |
| Abzweig ehemals geradeaus und nach links                  |        | nach Zeitz Pbf                        | nach Zeitz Pbf                        |
| Brücke (Strecke außer Betrieb)                            | 0,538  | Wirtschaftsweg                        | Wirtschaftsweg                        |
| Brücke (Strecke außer Betrieb)                            | 0,787  | L 193 (12 m)                          | L 193 (12 m)                          |
| Bahnübergang (Strecke außer Betrieb)                      | 1,480  | Wirtschaftsweg                        | Wirtschaftsweg                        |
| Brücke (Strecke außer Betrieb)                            | 1,960  | Wirtschaftsweg                        | Wirtschaftsweg                        |
| Brücke über Wasserlauf (Strecke außer Betrieb)            | 2,388  | Viadukt Maßnitz (Weiße Elster; 226 m) | Viadukt Maßnitz (Weiße Elster; 226 m) |
| Brücke (Strecke außer Betrieb)                            | 2,655  | L 244                                 | L 244                                 |
| Kreuzung geradeaus oben (Strecke geradeaus außer Betrieb) | 3,000  | Strecke Leipzig-Leutzsch–Probstzella  | Strecke Leipzig-Leutzsch–Probstzella  |
| Strecke mit Straßenbrücke (Strecke außer Betrieb)         | 3,530  | Kurt-Lange-Straße                     | Kurt-Lange-Straße                     |
| Abzweig ehemals geradeaus und von links                   |        | von Zeitz Abzw Zn                     | von Zeitz Abzw Zn                     |
| Kreuzung geradeaus unten                                  | 3,770  | Strecke Weißenfels–Zeitz              | Strecke Weißenfels–Zeitz              |
| Abzweig geradeaus und ehemals von rechts                  |        | von Abzw Unterschwödnitz              | von Abzw Unterschwödnitz              |
| Dienststation / Betriebs- oder Güterbahnhof               | 4,695  | Zeitz Gbf                             | 155 m                                 |
| Strecke                                                   |        | nach Zeitz Pbf                        | nach Zeitz Pbf                        |

| Strecke (außer Betrieb)                              |       | von Zeitz Gbf       | von Zeitz Gbf  |
| Abzweig ehemals geradeaus und von rechts             |       | von Zeitz Pbf       | von Zeitz Pbf  |
| Dienststation / Betriebs- oder Güterbahnhof          | 0,124 | Tröglitz            | 159 m          |
| Abzweig geradeaus und nach rechts                    |       | nach Altenburg      | nach Altenburg |
| Betriebs-/Güterbahnhof Strecke ab hier außer Betrieb | 0,50  | Tröglitz Übergabebf | 155 m          |
| Kopfbahnhof Streckenende (Strecke außer Betrieb)     | 1,750 | Tröglitz Werkbf     | 150 m          |

Die Bahnstrecke Tröglitz–Zeitz, bis 1943 Bahnstrecke Techwitz-Zeitz, ist eine stillgelegte Nebenbahn in Sachsen-Anhalt, die den Güterbahnhof Zeitz mit der Bahnstrecke Zeitz–Altenburg verbindet.

## Geschichte
Die Strecke Techwitz-Zeitz wurde am 1. Dezember 1913 durch die Königlich Sächsischen Staatseisenbahnen als Verbindungsbahn zum damals unter preußischer Verwaltung stehenden Güterbahnhof Zeitz eröffnet. Über diese Strecke wurden fortan die Güterzüge aus und in Richtung Altenburg geführt.
Nach der Eingliederung von Techwitz in Tröglitz wurde zum 1. Juli 1943 der Bahnhof Techwitz, erweitert um einen zusätzlichen Werksbahnhof für das Hydrierwerk Zeitz mit mehreren Gleisanlagen, in Bahnhof Tröglitz und die Strecke Techwitz-Zeitz in Tröglitz-Zeitz umbenannt. Da die sowjetische Militärverwaltung nach Ende des Zweiten Weltkriegs das zweite Gleis auf der Bahnstrecke Zeitz–Altenburg als Reparationsleistung demontieren ließ, wurde die Nebenbahnstrecke Tröglitz-Zeitz von 1945 bis 1965 auch von Personenzügen befahren.
Im Jahr 2009 genehmigte das Eisenbahn-Bundesamt der DB Netz AG die Stilllegung der Strecke zum 30. September 2009.

## Streckenverlauf
Die Strecke beginnt in Tröglitz am Kilometer 3,56 der Strecke Zeitz–Altenburg, verläuft zunächst nach Nordwesten und überquert die Weiße Elster. Die Einführung in die Bahnstrecke Leipzig–Probstzella erfolgt über ein Überwerfungsbauwerk. Am Stellwerk Zn am Abzweig Zangenberg vereinigen sich die Gleise und führen gemeinsam mit den aus Weißenfels hinzugekommenen über den Güterbahnhof zum Zeitzer Personenbahnhof. Bis zu einer Änderung der Direktionsgrenzen am 1. Januar 1955 befand sich auf Höhe der 240 Meter langen und etwa 12 Meter hohen Elsterbrücke (km 2,95) die Grenze zwischen den Reichsbahndirektionen Halle und Erfurt.